# 大路朝天
《大路朝天》（英語：The Connection）是2018年12月22日在中国大陆上映的剧情片，导演和编剧是苗月，主演是陈瑾、李保田、孙敏、白微、郭晓峰、孙艺杨、巴登西绕、张政勇。该片是庆祝改革开放40周年献礼片。

## 剧情
《大路朝天》讲述了勤劳质朴的中国人在西南的四川省复杂的地质条件下克服种种艰难险阻，建成了高速公路的故事。

## 演员
- 陈瑾 出演 江雪花
- 郭晓峰 出演 唐真红
- 孙艺杨 出演 张弛
- 李保田 出演 唐金泉
- 白威 出演 卢桥亮
- 孙敏 出演 卢兴旺
- 孙政勇 出演 老黑
- 巴登西绕 出演 曾庆民

## 制作
苗月花费6个月创作了剧本，整个电影花费90余天进行拍摄。

## 上映
2018年12月21日，该片在北京市人民大会堂举行首映，次日在全国公映。

## 奖项
| 年份 | 作品         | 奖项                 | 分类     | 是否得奖 | 备注  |
| ---- | ------------ | -------------------- | -------- | -------- | ----- |
| 2020 | 《大路朝天》 | 第15届中国长春电影节 | 最佳影片 | 提名     | [ 3 ] |